# Rakiatou Kaffa-Jackou
Rakiatou Christelle Kaffa-Jackou, née en 1965, est une femme politique et une experte aéronautique nigérienne. Depuis 2013, elle est ministre dans le gouvernement du Niger.

## Biographie
Rakiatou Kaffa-Jackou est la fille aînée de l'homme politique Sanoussi Jackou (en) (membre de la Convention démocratique et sociale puis président du Parti nigérien pour l'autogestion) et de son épouse Françoise. Elle a quatre sœurs. Kaffa-Jackou est mariée avec Hamadou Kaffa. Le couple a cinq fils.
Elle fait des études à l'école primaire pour filles de la Mission catholique de Niamey, puis, dans la même ville, au collège et au lycée Kassaï et lycée Issa Korombé. Ensuite, elle étudie les mathématiques et la physique à l'université de Niamey et obtient une maîtrise de mathématiques. Elle poursuit par une formation en recherche aéronautique à l'École africaine de la météorologie et de l'aviation civile (EAMAC) à Niamey. Elle y obtient un diplôme d'ingénieur, avec une thèse sur les problèmes de compagnies aériennes dans les pays du Sahel et se voit décerner, en outre, un diplôme d'études supérieures spécialisées, avec une thèse sur la création d'une compagnie aérienne au Niger.
Après ces études, elle enseigne dans un premier temps les mathématiques au lycée Issa Korombé, puis se consacre à la gestion de l'aéroport de Niamey et enseigne durant neuf ans à l'EAMAC. Elle est mise à contribution dans plusieurs commissions publiques, par exemple dans la commission électorale pour les élections législatives au Niger, en 1993, et à partir de 2005, en tant que membre du comité préparatoire du Salon international de l'artisanat pour la femme (une manifestation biennale organisée à Niamey). En outre, elle a assume la présidence d'une organisation de défense des droits de l'homme, ADALCI. Sa thèse de doctorat présentée à l'université de Toulouse, sur le thème de la sécurité dans les aéroports, est publiée en 2010, et est retenue la même année, à la Communauté économique des États de l'Afrique de l'Ouest  (CÉDÉAO) à Abuja, comme base pour la sécurité de l'aviation civile pour les états membres de la CÉDÉAO.
Elle devient membre du Parti nigérien pour l'autogestion (PNA), créé par son père. En août 2013, le président de la République Mahamadou Issoufou la nomme ministre délégué du Développement industriel. Le 20 avril 2015, elle est rattachée au ministre de l'Intégration africaine. Le 11 avril 2016, elle devient ministre de la Population.
Elle préside le Centre africain de management et de perfectionnement des cadres (CAMPC) à Abidjan.
Son père meurt en juillet 2022 et en août, Rakiatou Kaffa-Jackou est nommée présidente par intérim du Parti nigérien pour l'autogestion par le bureau politique du parti.